# Đường về nhà của cún con
Đường về nhà của cún con (tên gốc tiếng Anh: A Dog's Way Home) là phim điện ảnh phiêu lưu gia đình Mỹ năm 2019 do Charles Martin Smith đạo diễn, với phần kịch bản do W. Bruce Cameron và Cathryn Michon đảm nhiệm, dựa trên nội dung cuốn tiểu thuyết A Dog's Way Home của Cameron. Phim có sự tham gia diễn xuất của Bryce Dallas Howard, Ashley Judd, Edward James Olmos, Alexandra Shipp, Wes Studi, Chris Bauer, Barry Watson và Jonah Hauer-King, với nội dung xoay quanh một chú chó đi hơn 400 dặm để tìm chủ của mình.
Phim được công chiếu tại Hoa Kỳ vào ngày 11 tháng 1 năm 2019, nhận về nhiều đánh giá trái chiều từ các nhà phê bình. Tại Việt Nam, phim cũng được công chiếu tại các rạp từ ngày 11 tháng 1 năm 2019. Đường về nhà của cún con đạt doanh thu hơn 80 triệu USD toàn cầu.

## Nội dung
Một chú chó tên Bella dấn thân vào hành trình dài 400 dặm sau khi cô bị tách khỏi chủ là Lucas, một sinh viên y khoa đầy tham vọng. Trong thời gian chia tay, Bella bắt gặp một bầy sói đồng cỏ trong rừng nhưng chúng đã bị một con báo sư tử đánh bại rồi kết bạn với Bella.

## Diễn viên
- Bryce Dallas Howard vai Bella (lồng tiếng)[4]
  - Shelby vào vai Bella.
- Jonah Hauer-King[5] vai Lucas Ray
- Ashley Judd[5] vai Terri Ray
- Edward James Olmos[5] vai Axel
- Alexandra Shipp[5] vai Olivia
- John Cassini vai Chuck
- Wes Studi[6] vai Đội trưởng Mica
- Brian Markinson vai Günter Beckenbauer
- Barry Watson vai Gavin[6]
- Tammy Gillis vai Sĩ quan Leon[7]

## Sản xuất
Vào ngày 7 tháng 11 năm 2017, Ashley Judd, Edward James Olmos và một số diễn viên khác đã được chọn đóng phim. Ngày 24 tháng 1 năm 2018, Barry Watson được chọn đóng vai Gavin. Việc quay phim bắt đầu vào Vancouver vào ngày 16 tháng 10 năm 2017, kéo dài đến ngày 15 tháng 12.

## Phát hành
Đường về nhà của cún con được hãng Sony Pictures cho công chiếu tại các rạp ở Hoa Kỳ vào ngày 11 tháng 1 năm 2019. Tại Việt Nam, phim cũng được công chiếu tại các rạp từ ngày 11 tháng 1 năm 2019.
Phim cũng được hãng Sony Pictures Entertainment phát hành dưới định dạng Blu-ray vào ngày 9 tháng 4 năm 2019, trong khi bản phim số sẽ được phát hành vào ngày 31 tháng 12 năm 2020.

## Đón nhận

### Doanh thu phòng vé
Đường về nhà của cún con thu về 42 triệu USD chỉ tính riêng tại thị trường Mỹ và Canada và 38,7 triệu USD tại các quốc gia và vùng lãnh thổ khác, đưa tổng mức doanh thu toàn cầu lên tới 80,7 triệu USD, so với kinh phí sản xuất bộ phim là 18 triệu USD.
Tại thị trường Mỹ và Canada, Đường về nhà của cún con được phát hành cùng thời điểm với Replicas và Trợ lý hết ý, cùng với các suất chiếu mở rộng của On the Basis of Sex, dự kiến thu về 9–10 triệu USD từ 3.090 rạp chiếu phim trong dịp cuối tuần ra mắt. Phim thu về 3,3 trong ngày đầu tiên công chiếu, bao gồm 535.000 USD thu về từ suất chiếu sớm đêm thứ Năm. Sau ba ngày cuối tuần ra mắt, tác phẩm thu về 11,3 triệu USD, đứng thứ ba về doanh thu phòng vé tuần công chiếu, sau Trợ lý hết ý và Aquaman: Đế vương Atlantis. Phim thu về 7,1 triệu USD trong dịp cuối tuần thứ hai công chiếu, về thứ sáu trên bảng xếp hạng doanh thu phòng vé.

### Đánh giá chuyên môn
Trên hệ thống tổng hợp kết quả đánh giá Rotten Tomatoes, phim nhận được 59% lượng đồng thuận dựa theo 79 bài đánh giá, với điểm trung bình là 5,45/10. Các chuyên gia của trang web nhất trí rằng, "Đường về nhà của cún con có thể không hoàn toàn là người bạn thân nhất của những người hâm mộ thể loại phim chính kịch động vật vốn thân thiện với gia đình, nhưng cuộc phiêu lưu của chú cún này cũng không kém phần ấm áp bởi sự quen thuộc của nó." Trên trang Metacritic, phần phim đạt số điểm 50 trên 100, dựa trên 14 nhận xét, chủ yếu là những ý kiến trái chiều. Lượt bình chọn của khán giả trên trang thống kê CinemaScore cho phần phim điểm "A–" trên thang từ A+ đến F, trong khi đó trang PostTrak cho bộ phim 3,5 trên 5 sao.
Chris Nashawaty từ Entertainment Weekly nhận xét bộ phim này "Ấm áp, hài hước một cách nhẹ nhàng và đôi lúc khá ly kỳ [...]." Tomris Laffly viết cho trang RogerEbert.com, gọi tác phẩm này là “một bộ phim cún cưng khá hay với trái tim của nó được đặt đúng nơi đúng chỗ" và cho tác phẩm 3 trên 4 sao. Courtney Howard của Variety thì viết rằng bộ phim đã "dạy cho khán giả bài học về gia đình, sức mạnh của tình yêu vô điều kiện và tầm ảnh hưởng của lòng trắc ẩn."